# Piotr Anisim
Piotr Ignatowicz Anisim (ros. Пётр Игнатович Анисим, ur. 6 kwietnia 1952 we wsi Jatra w rejonie nowogródzkim) – ukraiński lekkoatleta startujący w barwach Związku Radzieckiego, średniodystansowiec.
Odpadł w eliminacjach biegu na 1500 metrów na mistrzostwach Europy w 1974 w Rzymie.
Zdobył srebrny medal na tym dystansie na halowych mistrzostwach Europy w 1975 w Katowicach, przegrywając jedynie z Thomasem Wessinghage z RFN, a wyprzedzając Gheorghe Ghipu z Rumunii.
Był mistrzem ZSRR w biegu na 1500 metrów w 1974, a w hali mistrzem w tej konkurencji w 1974 i 1975.
Rekord życiowy Anisima w biegu na 1500 metrów wynosił 3:39,0 (20 czerwca 1975 w Warszawie), a w hali 3:43,9.